# Harz (gebergte)
De Harz is het noordelijkste middelgebergte van Duitsland. De hoogste berg is de Brocken met 1142 meter, die tot het Nationaal Park Harz behoort. Dit nationale park beslaat ongeveer tien procent van het gebergte. De Harz is van oudsher een mijnbouwgebied. De gebergtevorming aan het eind van het Paleozoïcum, de Hercynische orogenese, is naar de Harz genoemd.

## Naam
De Harz, waarvan de naam in het Middelhoogduits Hart luidde, heet naar een mogelijk Oud-Germaanse aanduiding voor: bebost gebergte, beboste rivierhelling.
Dit in grote delen van Duitsland voorkomende woord hard(t) en varianten daarvan, is ook elders, met name ook in Noordrijn-Westfalen, gebruikt om kleine gebergten en dergelijke aan te duiden. Het woord is etymologisch niet verwant met hard = sterk, in bijvoorbeeld de persoonsnaam Bernhard.

## Geografie
De Harz verloopt over een lengte van 110 km in oost-westrichting en is 30 à 40 km breed. Het gebergte wordt onderverdeeld in de Oberharz in het westen en de Unterharz in het oosten. Het oostelijkste gedeelte van de Oberharz is de Hochharz, waartoe het Brockenmassief behoort. De Unterharz is aanzienlijk lager dan de Oberharz en reikt tot omstreeks 400 m hoogte. Vooral de Oberharz is dicht bebost met vooral beuken in de lagere en fijnsparren in de hogere gedeelten. Sinds de tweede helft van de jaren 2010 is een groot deel van het naaldwoud in de Harz afgestorven door toedoen van schorskevers die in combinatie met zachtere winters een plaag in delen van Duitsland vormen. Onder meer berken en divers struikgewas nemen de plaats van de sparren sindsdien over. In de Unterharz vindt ook landbouw plaats.
Rondom de Harz bevindt zich het Harzvorland.
Bestuurlijk behoort de Harz tot de deelstaten Saksen-Anhalt, Nedersaksen en Thüringen. De onbewoonde kern van de Harz vormt het grootste gemeentevrije gebied van Duitsland.

### Afwatering
Het Brockenmassief vormt de waterscheiding tussen de stroomgebieden van de Wezer in het westen en de Elbe in het oosten. De voornaamste rivieren die in de Oberharz ontspringen zijn de Oker, de Innerste, de Bode en de Oder. Vanuit de Unterharz komt de Wipper.
In de Harz bevindt zich een aantal stuwmeren, waarvan het eerste, de Sösetalsperre, in 1931 werd voltooid. Het gebied is verder bekend vanwege de historische watergalerij, het Oberharzer Wasserregal, dat op de Werelderfgoedlijst staat. Dit systeem van waterreservoirs, kanalen en tunnels werd tussen de 16de en 19de eeuw aangelegd ten behoeve van de mijnbouw.

## Mijnbouw
Al in het jaar 968 werd melding gemaakt van mijnbouw in de Harz. In het gebergte werd vooral zilver en later ook koper, lood en zink gewonnen, totdat de mijnen in de 20ste eeuw werden gesloten. Rond 1800 waren de mijnen van de Oberharz ruim 500 m diep en daarmee de diepste ter wereld. Uitvindingen als de fahrkunst en de staalkabel zijn met de mijnen in de Harz verbonden. De technische universiteit in Clausthal-Zellerfeld is voortgekomen uit een mijnbouwacademie. De voormalige Rammelsbergmijnen staan sinds 1992 op de Werelderfgoedlijst.

## Toerisme
De regio drijft mede op toerisme. Bezienswaardigheden zijn bijvoorbeeld het Nationaal Park Harz met als hoogste top de Brocken. Hierop staat een futuristisch aandoende zendmast en een weerstation.
De stoomtreinen van de Harzer Schmalspurbahnen onderhouden een treindienst met oude locomotieven tussen de plaatsen Wernigerode, Nordhausen en Quedlinburg. Daarnaast is er een bergrit naar de Brocken met de Brockenbahn. De lijn maakt gebruik van de enige tunnel in een smalspoorlijn in voormalig Oost-Duitsland. 
Verschillende wandelpaden leiden naar de Brocken, de hoogste top van Noord-Duitsland. De kortste weg naar de top is vanuit Schierke. Johann Wolfgang von Goethe bezocht de Harz meerdere malen en beklom de Brocken.
In het gebergte zijn mogelijkheden om te fietsen en te wandelen. Een bekende wandelroute is de Goetheweg. In het gebied kan men kanoën, bergbeklimmen en in de winter langlaufen. Daarnaast zijn er diverse skipistes en het skigebied Wurmberg in Braunlage, waarbij de pistes in de Harz in de zomer gebruikt worden als (downhill) mountainbike routes of dienst doen als rodelbaan. Sinds 2010 kan men in de oostelijke Harz naakt wandelen over de Harzer Naturistenstieg.
Rondom het Harzgebergte liggen historische steden en er zijn diverse UNESCO-erfgoeden, zoals de binnenstad van Goslar. In onder meer het dorpje Schierke wordt jaarlijks de Walpurgisnacht gevierd. Het kleine met stadsrechten bedeelde Stolberg heeft een straatbeeld met vakwerkhuizen.